# هزارپایان
هزارپایان (Myriapoda) زیرشاخه‌ای از جانوران عموماً خاکزی از گروه بندپایان است که بیش از ۱۳ هزار گونه دارد. برخی گونه‌های این زیرشاخه کمتر از ۱۰ پا و برخی گونه‌ها بیش از ۷۵۰ پا دارند. هزارپایان معمولاً در جاهای مرطوب و تاریک، زیر سنگ‌ها و داخل خاک‌های هوموسی یا زیر پوست درخت‌ها و داخل خزه و برگ‌های پوسیده و ریخته شده به سر می‌برند. بعضی از این جانوران گوشتخوارند و از بندپایان دیگر تغذیه می‌کنند.

## کالبدشناسی
هزارپایان بندپایانی تراشه دار و مجهز به دستگاه تنفسی تراشه و یک جفت شاخک هستند و دستگاه دفع آن‌ها مانند حشرات متشکل از لوله‌های مالپیگی است.
بدن هزارپایان از دو قسمت سر و تنه تشکیل شده‌است که قسمت سر به صورت یکپارچه و مجهز به اعضا حسی شاخک‌ها و چشم‌های ساده و قطعات دهانی (یک جفت آرواره بالا و یک جفت آرواره پایین) می‌باشد. قسمت تنه نیز از حلقه‌های پهن یا گرد استوانه‌ای متعدد و همانند تشکیل شده‌است و هر حلقه در طرفین مجهز به یک یا دو جفت پا است.
در این جانوران سوراخ‌های تناسلی در حلقه‌های جلوی تنه (Progonatha) یا در دو حلقه انتهایی بدن (Opistognatha) باز می‌شوند. هزارپایان Progoneatha شامل راسته‌های Pauropoda، Symphyla و Diplopoda می‌باشد و سوراخ تناسلی در مفصل سوم تنه یا در عقب پاهای جفت دوم باز می‌شود. در هزارپایان Opistogoneatha که شامل راسته Chilopoda می‌باشد سوراخ تناسلی در انتهای بدن و زیر حلقه ماقبل آخر باز می‌شوند.